# Angol
Angol is een gemeente in en de hoofdstad van de Chileense provincie Malleco in de regio Araucanía. Angol telde 53.262 inwoners in 2017 en heeft een oppervlakte van 1194 km².
- Bibliothèque nationale de France: cb12109087p (data)
- Library of Congress Control Number: n85180061
- Nationale Bibliotheek van Israël: 987007555444505171
- Virtual International Authority File: 145484724
- WorldCat: E39PBJjXhRKD8B4DFDHYBwPJDq